# Боднар, Николай Николаевич
Николай Николаевич Боднар (род. 29 января 1972 в г. Могилев-Подольском, проживает в г. Винница) — украинский шахматист, заслуженный тренер Украины, международный мастер, мастер спорта Украины, судья национальной категории.
Окончил Львовский государственный институт физической культуры по специальности тренер-преподаватель по шахматам.
Титулованные ученики:
Сергей Федорчук — международный гроссмейстер, член сборной Украины, чемпион Европы среди юношей до 14-ти лет, многократный чемпион Украины среди юношей разных возрастов.
Илья Нижник — международный гроссмейстер, чемпион Европы среди юношей до 12,16-ти лет, призёр чемпионата мира среди юношей до 12-ти лет, многократный чемпион Украины среди юношей разных возрастов.
Юлия Швайгер — международный женский мастер, призёр чемпионата Европы среди девушек до 14-ти лет, многократный чемпион Украины среди девушек разных возрастных категорий.
Виктор Матвиишен — мастер ФИДЕ, двукратный чемпион Европы среди юношей до 12-ти лет, многократный чемпион Украины среди юношей до 10,12,14-ти лет.
Надежда Шпанко — призёр чемпионата Европы среди девушек до 8,12-ти лет, многократный чемпион Украины среди девушек до 8,10,12,14-ти лет.
Подготовил чемпионов и призёров чемпионатов Украины среди юношей и девушек: Евгений Щербина, Михаил Дорохин, Татьяна Гриша.